# Enicmus kaszabi
Enicmus kaszabi es una especie de coleóptero de la familia Latridiidae.

## Distribución geográfica
Habita en Mongolia.